# Oxyagrion imeriense
Oxyagrion imeriense là một loài chuồn chuồn kim trong họ Coenagrionidae.
Oxyagrion imeriense được De Marmels miêu tả khoa học năm 1989.